# Badener Tagblatt
Il Badener Tagblatt è un quotidiano svizzero in lingua tedesca del Canton Argovia e specialmente di Baden, con sede a Aarau.

## Storia
Il quotidiano fu fondato nel 1856 da Josef Zehnder quale successore della Neue Eidgenössische Zeitung, denominato fino al 1870 Tagblatt der Stadt Baden. Nel 1896 fu rilevato da un abiatico di Zehnder, Otto Wanner. Dapprima di tendenza radicale democratica, il Badener Tagblatt sostenne in seguito le posizioni dell'ala destra liberale.
Grazie alla crescente industrializzazione di Baden, il foglio conobbe un importante sviluppo e, con una tiratura di oltre 50 000 copie e due edizioni locali, il Bremgartner Tagblatt e il Freiämter Nachrichten, che si aggiungevano a quella principale, divenne il quotidiano più diffuso nella regione. Appartenne alla famiglia Wanner fino alla sua fusione con l'Aargauer Tagblatt, da cui nacque nel novembre del 1996 l'Aargauer Zeitung. A partire dal 31 ottobre 2014, per offrire un prodotto più riconoscibile con la regione di Baden, il nome Badener Tagblatt viene nuovamente usato per l'edizione locale dell'Aargauer Zeitung.